# Neil Back
Neil Anthony Back (Coventry, 16 de enero de 1969) es un exjugador y entrenador británico de rugby que se desempeñaba como ala.

## Selección nacional
Debutó en el XV de la Rosa frente al XV del Cardo en 1994 y se retiró de ella en 2003. En total disputó 66 partidos y marcó 83 puntos.

### Participaciones en Copas del Mundo
Disputó tres Copas del Mundo: Sudáfrica 1995; los ingleses obtuvieron el tercer puesto, Gales 1999 donde Inglaterra alcanzó cuartos de final y Australia 2003; fue victoria y consagración como campeones del Mundo.
| Mundial                       | Sede      | Resultado        | PJ | Tries |
| ----------------------------- | --------- | ---------------- | -- | ----- |
| Copa Mundial de Rugby de 1995 | Sudáfrica | Cuarto puesto    | 3  | 1     |
| Copa Mundial de Rugby de 1999 | Gales     | Cuartos de final | 4  | 2     |
| Copa Mundial de Rugby de 2003 | Australia | Campeón          | 6  | 2     |

## British and Irish Lions
Fue convocado a los Lions para las giras a Sudáfrica 1997, Australia 2001 y Nueva Zelanda 2005.

## Palmarés
- Campeón del Torneo de las Seis Naciones de 2000, 2001 y 2003 con Grand Slam.
- Campeón de la Copa de Campeones de 2000/01 y 2001/02.
- Campeón de la Aviva Premiership de 1998-99, 1999-00, 2000-01 y 2001-02.